# Viškovo
Viškovo er en kommune i Primorje-Gorski Kotar distrikt i det vestlige Kroatien. Den har 14.445 indbyggere, hvoraf 85 % er kroater. Historikere mener, at landsbyen Viškovo blev grundlagt i det 18. århundrede. Den udviklede sig på Viškoven brege, så i begyndelsen blev bebyggelsen kaldt Viškov breg eller Viški. 